# Riso, amore e fantasia
Riso, amore e fantasia è un film italiano del 2016 diretto da Ettore Pasculli. Il film è un racconto di come nasce il riso italiano e per la tutela di alcuni prodotti gastronomici.

## Trama
Goffredo delle Rose è un critico gastronomico, che lavora per la rivista Cybus. Goffredo delle Rose è un tenace difensore del vero made in Italy, ma in un periodo di crisi e non essendoci investitori la rivista Cybus viene venduta. Il nuovo proprietario è un uomo senza scrupoli che farà di tutto per boicottare Goffredo delle Rose, servendosi di una praticante giornalista che lo spia e lo controlla. Il nuovo editore arriva anche a manomettere l'auto di Goffredo, all'uso di un veleno ed infine anche una bomba pur di eliminare la bandiera del made in Italy.

## Produzione
Il film è stato girato nella Tenuta Torre Colombara di Livorno Ferraris, tra le terre del Grana Padano, al caseificio Lattegra, a Gragnanino di Gragnano, in provincia di Piacenza, e nel Biellese in un agriturismo di Villanova Biellese.I produttori sono Enrico Seveso, Keda Kaceli della Giorgio Leopardi International